# 張⿰土𭻾
張（？—？），字叔衡，號雲岵，湖廣承天府鍾祥縣人，民籍，明朝政治人物。

## 生平
九月初一日生，治诗经。萬曆二十二年（1594年）甲午科湖廣鄉試第五十一名舉人，二十三年（1595年）乙未科會試第一百名，三甲第四十七名進士。兵部觀政，本年六月授四川華陽縣知縣，升南京戶部主事，二十九年七月升南户部山東司主事，歷升员外郎、郎中，出為四川漢中府知府，三十六年（1608年）調福建建寧府知府，興建祠堂，設置義田，幫扶族人。

## 家族
曾祖张泗，廪生。祖张椿，廪生、恩例儒官。父张時熙，恩例冠带。前母盧氏，母謝氏，继母黎氏。重庆下。從兄張坤，癸未进士、禮部儀制司员外郎，從弟張垣。娶蔡氏，子继登、绍登、世登。